# Georges Moutet
Pour les articles homonymes, voir Moutet.
Pierre Georges Moutet-Fortis est un homme politique français né le 31 octobre 1887 à Orthez (Pyrénées-Atlantiques) et mort le 30 juin 1941 à Orthez.

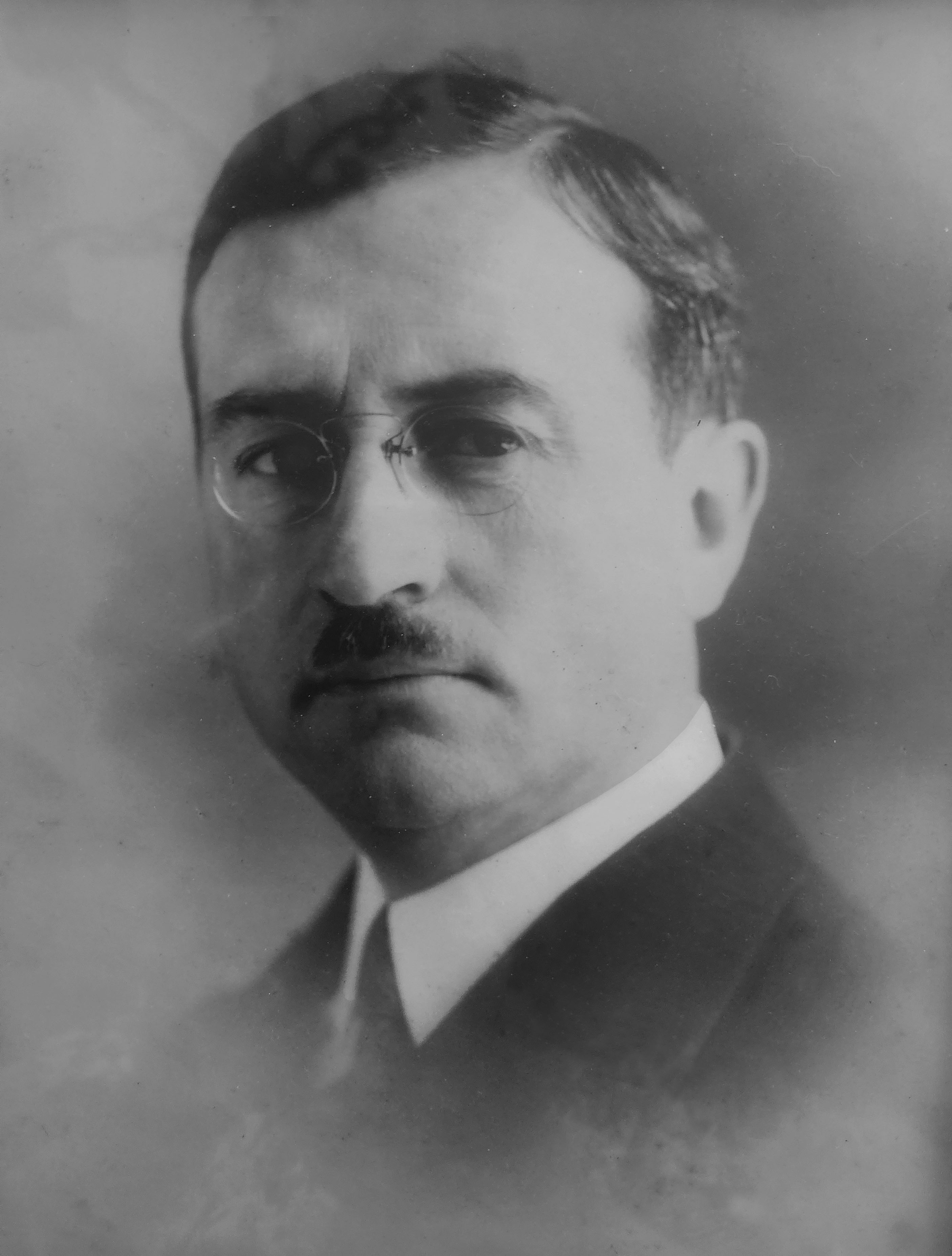
Georges Moutet, maire d'Orthez.

## Biographie
Georges Moutet-Fortis est un des enfants de Jean-Baptiste Moutet-Fortis tisserand à Orthez Basses-Pyrénées. Il fait ses études et passe son baccalauréat, toujours à Orthez. Après son service militaire de 1908 à 1910 il tient la boutique de tissus de la maison Moutet en ville, jusqu'à sa mobilisation en 1914.

Il part sur le front dans l'Aisne, devant le Chemin des Dames, avec le 218e régiment d'infanterie de Pau, où il sera principalement brancardier. Son séjour aux armées est relaté dans ses 5 carnets de guerre.

Après l'Armistice, il se marie et achète à Lyon des machines à tisser afin de reprendre et moderniser l'usine de son père décédé pendant la guerre.

Dans l'après-guerre, il sera également le maire d'Orthez de 1925 à 1941, puis conseiller d'arrondissement en 1928, conseiller général en 1931 et député des Basses-Pyrénées de 1932 à 1936, inscrit au groupe de Gauche indépendante.

Le maire Georges Moutet sera déposé par le gouvernement de Vichy en 1941. La même année il mourra de maladie à 54 ans.